# Axthelm Ridge
Axthelm Ridge ist ein schmaler und 6,5 km langer Gebirgskamm an der Oates-Küste des ostantarktischen Viktorialands. In den Wilson Hills ragt er 2,5 km südöstlich des Parkinson Peak auf.
Der United States Geological Survey kartierte ihn anhand von Vermessungen und Luftaufnahmen der United States Navy zwischen 1960 und 1963. Das Advisory Committee on Antarctic Names benannte ihn nach Commander Charles E. Axthelm (* 1928), Adjutant des Kommandeurs der Unterstützungseinheiten der US Navy in Antarktika während der Deep-Freeze-Operationen der Jahre 1965 und 1966.